# Кольцова, Мира Михайловна
Ми́ра Миха́йловна Кольцо́ва (урождённая Ми́риам Миха́йловна Ра́вичер; 21 декабря 1938, Москва — 1 августа 2022, Москва) — советская и российская танцовщица (артистка балета), балетмейстер, хореограф, педагог, художественный руководитель и главный балетмейстер Государственного академического хореографического ансамбля «Берёзка» имени Н. С. Надеждиной (1979—2022). Народная артистка СССР (1989). Народная артистка Украины (2004). Народная артистка Республики Северная Осетия — Алания (2012).

## Биография
Родилась 21 декабря 1938 года в Москве. Во время Великой Отечественной войны находилась с матерью в эвакуации в Иглино.
Окончила хореографическое училище при ГАБТ СССР (ныне — Московская государственная академия хореографии) (1948—1957) и театроведческий факультет Государственного института театрального искусства имени А. В. Луначарского (ГИТИСа) (1968—1973).
Свою творческую деятельность начала в 1957 году в Государственном академическом хореографическом ансамбле «Берёзка», где прослужила шестьдесят пять лет. В течение первых двадцати лет являлась ведущей солисткой ансамбля, исполнявшей все сольные балетные партии. В 1978 году заняла должность первого помощника народной артистки СССР Надежды Сергеевны Надеждиной — основателя ансамбля «Берёзка». С 1979 года, после смерти Н. С. Надеждиной — художественный руководитель и главный балетмейстер ансамбля, оставалась в этой должности до конца жизни. В 1982 году ею была создана программа памяти Надежды Надеждиной.
С 1987 года ансамбль выступал с программой, в которой множество постановок его нового художественного руководителя. В совершенстве овладев стилем и хореографической пластикой ансамбля «Берёзка», она умело использовала это в подготовке и выпуске новых постановок и программ, много работала по воспитанию нового поколения артистов ансамбля, обогащая их профессиональное мастерство передачей им всех тонкостей исполнительского стиля и хореографических традиций «Берёзки», выступления которой за эти годы видели десятки миллионов зрителей в России и более чем 80-ти странах на пяти континентах земного шара.
В разные годы была главным балетмейстером декад русского искусства в Киеве, Варшаве, Софии, Белграде, Берлине. В 1996 году была главным балетмейстером фестиваля «Славянский базар» в Витебске, а в дни юбилейных торжеств, посвящённых 850-летию основания Москвы — церемонии закрытия и спектакля-дивертисмента «Москва на все времена» в Лужниках (1997).
Помимо широкой концертной деятельности участвовала в благотворительных акциях, занималась популяризацией русского танцевального фольклора, проводя многочисленные встречи и семинары с представителями российской и зарубежной культуры. Любила классическую и оперную музыку, русскую литературу XIX—XX веков, политическую и историческую публицистику.

«Рисунок образов Кольцовой, — писал критик, — всегда тонок и живописен, соткан из множества тонов и оттенков. Кольцова очень музыкальна и пластична. Её движения имеют совершенно особую певучесть. Танец Кольцовой — это зримая песня».

С 2002 года — профессор кафедры народного танца Московского государственного университета культуры и искусств.
Скончалась 1 августа 2022 года в Москве, на 84-м году жизни. Прощание прошло 3 августа в Московском Доме музыки. Похоронена на Новодевичьем кладбище.

## Семья
- Отец — Михаил Ильич (Эльканович) Равичер (1908—1999)[7], уроженец Умани[8][9], вырос в Харбине в семье владельца конфектной фабрики[10] Элькана Хаимовича Равичера (1874—1960) и Рахили Марковны Равичер (1882—1949)[11], в 1920-е годы семья поселилась в Москве[12] (где его отец в годы НЭПа организовал на Кузнецком мосту мастерскую дамских шляп)[13][14]; участник Великой Отечественной войны (рядовой), кавалер ордена Красной Звезды (1945).
- Мать — Анна Николаевна Равичер (урождённая Кольцова, 1913—1989)[15], в юности танцовщица, участница Великой Отечественной войны и ветеран труда, сотрудница Министерства обороны СССР.
- Первый муж — Борис Сергеевич Санкин (род. 1937), балетмейстер, танцовщик. Народный артист РСФСР (1985). Руководитель ансамбля танца «Ритмы планеты», профессор.
  - Сын — Филипп Борисович Кольцов (род. 1962), композитор, пианист, автор музыки к мультфильмам и телепрограммам, член Союза композиторов РФ, кавалер ордена «Служение искусству»[16].
  - Невестка — Наталья Зиновьевна Кольцова, кандидат филологических наук, преподаватель филологического факультета МГУ, победитель Всероссийского конкурса «Новые имена. Премьера книги» за лучшее произведение, напечатанное в 2011 году.
    - Внук — Николай Кольцов (род. 1989), обучался на композиторском факультете Московской консерватории им. П. И. Чайковского, лауреат и дипломант международных конкурсов.
- Второй муж — Леонид Константинович Смирнов (1940—2025), главный дирижёр оркестра Государственного академического хореографического ансамбля «Берёзка» имени Н. С. Надеждиной. Народный артист Российской Федерации (2002).

## Награды и звания
- Заслуженная артистка РСФСР (5 марта 1971 года) — за заслуги в области советского хореографического искусства[17]
- Народная артистка РСФСР (14 июля 1978 года) — за заслуги в области советского хореографического искусства[18]
- Народная артистка СССР (18 августа 1989 года) — за большие заслуги в развитии советского хореографического искусства и плодотворную общественную деятельность[19]
- Народная артистка Украины (19 апреля 2004 года) — за весомый личный вклад в развитие культурных связей между Украиной и Российской Федерацией, многолетнюю плодотворную творческую деятельность[20]
- Народная артистка Республики Северная Осетия — Алания[21] (2012)
- Заслуженная артистка Кабардино-Балкарской Республики (недоступная ссылка) (2013)
- Премия Правительства Российской Федерации в области культуры (21 декабря 2012 года) — за цикл программ, направленных на сохранение наследия Н. С. Надеждиной[22].
- Орден «За заслуги перед Отечеством» III степени (14 июля 2007 года) — за большой вклад в развитие отечественного хореографического искусства и многолетнюю творческую деятельность[23]
- Орден «За заслуги перед Отечеством» IV степени (13 октября 1998 года) — за заслуги перед государством, большой вклад в укрепление дружбы и сотрудничества между народами, многолетнюю плодотворную деятельность в области культуры и искусства[24]
- Медаль «За доблестный труд. В ознаменование 100-летия со дня рождения Владимира Ильича Ленина»
- Медаль «Ветеран труда»
- Почётная грамота Президента Российской Федерации (30 апреля 2014 года) — за достигнутые трудовые успехи, значительный вклад в социально-экономическое развитие Российской Федерации, заслуги в гуманитарной сфере, многолетнюю добросовестную работу и активную общественную деятельность[25]
- Благодарность Президента Российской Федерации (21 сентября 2002 года) — за большие заслуги в развитии отечественного хореографического искусства[26]
- Медаль Дружбы (Вьетнам, 1980)[27]
- Почётная грамота Правительства Москвы (17 ноября 2003 года) — за большие творческие достижения в развитии хореографического искусства[28]
- Благодарность Министра культуры Российской Федерации (20 января 2004 года) — за многолетний плодотворный труд и большой вклад в развитие отечественной хореографии[29].
- Медаль «За выдающийся вклад в развитие китайско-российских отношений» (КНР), (2009)
- Памятный знак «За выдающийся вклад в развитие российской культуры и сотрудничество» (2005)
- Золотой орден «Служение искусству» (Международная Академия Культуры и Искусства, 2007)
- Медаль и Международная премия Святых Равноапостольных Братьев Кирилла и Мефодия (Московская Патриархия и Славянский фонд России, 2001)
- Приз «Душа танца» в номинации «Рыцарь танца» (журнал «Балет», 2001)
- Орден Святой Екатерины
- Орден «Миротворец» (Pax Tecum)
- Орден «Во славу Отечества»
- Орден «За вклад в культуру»
- Орден «Содружество»
- Медаль имени П. Вирского (Украина)
- Нагрудный знак «Почётный пограничник»
- Лауреат Международных фестивалей «Spring Friendship art festival» (Корея)
- Именная Звезда на Площади Славы Отечества в Москве (2011)
- Почётный гражданин города Майами (США)
- Почётный ветеран Подмосковья
- Член Союза театральных деятелей (с 1979)
- Действительный член Международной Академии информатизации (2002)
- Академик Международной Академии Культуры и Искусства (2010)
- Академик Международной Академии Меценатства (2010)

## Фильмография
- Девичья весна (1960) — Галина Соболева, солистка хореографического ансамбля

## Фотоархив
- Личная страница Миры Кольцовой